# Järna landskommun, Dalarna
För landskommunen med detta namn i Södermanland, se Järna landskommun, Södermanland.
Järna landskommun var en tidigare kommun i dåvarande Kopparbergs län (numera Dalarnas län).

## Administrativ historik
I Järna socken i Dalarna inrättades denna kommun år 1863.
I kommunen inrättades 21 april 1911 Vansbro municipalsamhälle som upplöstes med utgången av år 1960.
Landskommunen ingår sedan 1971 i Vansbro kommun.

### Kyrklig tillhörighet
I kyrkligt hänseende tillhörde kommunen Järna församling.

## Kommunvapen
Blasonering: Sköld: kluven av guld, vari en grön havrevippa, och grönt, vari tre stolpvis ordnade järnmärken av guld.
Vapnet fastställdes 1944.

## Geografi
Järna landskommun omfattade den 1 januari 1952 en areal av 760,40 km², varav 710,70 km² land.

### Tätorter i kommunen 1960
| Tätort     | Folkmängd |
| ---------- | --------- |
| Vansbro    | 2 659     |
| Dala-Järna | 1 602     |

Tätortsgraden i kommunen var den 1 november 1960 61,3 procent.

## Politik

### Mandatfördelning i valen 1938-1966
|  | 17 |  | 3 | 4 | 4 |

| 29 |

| 2 | 18 | 2 | 3 | 3 | 2 |

| 29 |

| 6 | 14 | 2 | 4 | 3 |  |

| 28 |

| 3 | 15 | 3 | 6 | 3 |

| 28 |

| 3 | 15 | 2 | 5 | 5 |

| 28 |

| 3 | 15 |  | 3 | 3 | 5 |

| 28 |

| 2 | 15 | 6 | 4 | 3 |

| 29 |

| 3 | 13 | 7 | 4 |  | 2 |

| 30 |